# ياسمين البسطامي
ياسمين البسطامي هي ممثلة أمريكية ولدت في مدينة أبو ظبي في عام 1988.

## النشأة
ولدت ياسمين البسطامي في أبو ظبي، الإمارات العربية المتحدة، لأب أردني فلسطيني وأم فلبينية، لكنها انتقلت مع عائلتها إلى تكساس في سن الثالثة. بعد حصولها على شهادة في العلوم المالية، قررت دخول عالم الترفيه، وأكملت دراستها في شيكاغو، إلينوي.

## الحياة المهنية
في عام 2013، ظهرت البسطامي لأول مرة على شاشة التلفزيون في الأصليون بدور متكرر لشخصية مونيك ديفيرو، الشريرة في الموسم الأول.
في عام 2014، ظهرت ضيفة في حلقة الموسم الثالث من مسلسل ناشفيل بدور ديليسا بيرش.
في عام 2015، ظهر البسطامي كضيف في حلقة الموسم الرابع من مسلسل بدلتا عند الولادة.
في عامي 2016-2017، كان لها دور متكرر في الموسم الثاني من المفتشون. في عام 2017، ظهرت في الفيديو الموسيقي لأغنية جون لجند المنفردة "Surefire". كما لعبت البسطامي دورًا في الفيلم الروائي الطويل أنت تفهمني. كانت شخصية منتظمة في مسلسل ذا سي دبليو فيلم (أنا أشحنها) حيث لعبت دور ساشا.
في عام 2018، تم اختيار البسطامي لدور منتظم في مسلسل الخيال العلمي التفاعلي المباشر إعادة المداري على خدمة البث المباشر Alpha، حيث لعب دور تومي.
في عام 2019، تم إصدار الموسم الثاني من فيلم (أنا أشحنها) مع عودة البسطامي بدور ساشا. تم عرض الموسم لأول مرة مرة أخرى على قناة ذا سي دبليو، ولكن تم عرضه لأول مرة أيضًا هذه المرة على قناة ذا سي دبليو.
في عام 2021، أعادت تمثيل دور راما في حلقات متعددة من الموسم الثاني والموسم الثالث من المختار (مسلسل تلفزيوني)، بعد ظهورها في حلقة من الموسم الأول في عام 2019. كما تم اختيارها أيضًا كشخصية منتظمة في المسلسل الفرعي إن سي آي إس: هاواي حيث لعبت دور العميل الخاص لوسي تارا.

## فيلموغرافيا

### التلفزيون
| سنة     | عنوان                        | دور                    | ملحوظات                              |
| ------- | ---------------------------- | ---------------------- | ------------------------------------ |
| 2013–14 | الأصول الأصلية               | مونيك ديفيرو           | دور متكرر، 10 حلقات                  |
| 2014    | أفلام قصيرة من مدرسة السينما | أنوشه                  | الحلقة: "الحياة في زمن الحرب"        |
| 2014    | ناشفيل                       | ديليسا بيرش            | الحلقة: "أول من يحصل على فرصة ثانية" |
| 2016    | المفتشون                     | إيمي                   | حلقتين على قناة سي بي إس             |
| 2018    | إعادة المداري                | تومي                   | 8 حلقات                              |
| 2019    | فرقة التدخل السريع           | أمينة                  | الحلقة: "المملكة"                    |
| 2019–25 | المختار                      | راما                   | الممثلين الرئيسيين                   |
| 2021–24 | إن سي آي إس: هاواي           | العميل الخاص لوسي تارا | الممثلين الرئيسيين                   |
| 2023    | إن سي آي إس: لوس أنجلوس      | العميل الخاص لوسي تارا | كروس أوفر: "منتظر منذ زمن طويل"      |

### الأنترنت
| سنة     | عنوان     | دور  | ملحوظات                |
| ------- | --------- | ---- | ---------------------- |
| 2015    | نيسيان    | نور  | سلسلة منتظمة           |
| 2016–19 | أنا أشحنه | ساشا | سلسلة بذور ذا سي دبليو |

### أفلام
| سنة  | عنوان                            | دور               | ملحوظات          |
| ---- | -------------------------------- | ----------------- | ---------------- |
| 2010 | لا يمكن تصوره                    | روبن              | قصير             |
| 2010 | ملحمة رعب الجيران                | كاري-حكاية البيدق | قصير             |
| 2010 | ورد                              | جراك              | قصير             |
| 2011 | الطريق إلى بيشاور                | أنوشه             | قصير             |
| 2012 | سيمفونية الصمت                   | مونيكا            | قصير             |
| 2012 | الحزمة                           | البنادق           | قصير             |
| 2012 | المشي في القاعات                 | طالب              |                  |
| 2013 | مولود من جديد                    | إنغريد            |                  |
| 2013 | م15F1T5                          | فتى الواعظ        |                  |
| 2013 | رجل السيدات: فيلم من صنع الإنسان | داليا             | إنتاجات إم تي في |
| 2013 | عندما يحين وقتك                  | آلانا             | قصير             |
| 2013 | ر                                | رنا               | قصير             |
| 2015 | المستعرات العظمى                 | أفشين             | قصير             |
| 2015 | لا يمكن تصوره                    | روبن              |                  |
| 2015 | أنجي + زهرة                      | زهرة              |                  |
| 2016 | أنت تفهمني                       | جمال              |                  |

## روابط خارجية
- ياسمين البسطامي على موقع IMDb (الإنجليزية)
- ياسمين البسطامي على موقع ميتاكريتيك (الإنجليزية)
- ياسمين البسطامي على موقع روتن توميتوز (الإنجليزية)
- ياسمين البسطامي على موقع ألو سيني (الفرنسية)
- ياسمين البسطامي على موقع قاعدة بيانات الفيلم (الإنجليزية)
- ياسمين البسطامي على موقع كينوبويسك (الروسية)